# Faras
Faras (starogrško starogrško Παχώρας, Pahôras, latinsko Pahoras, nubijsko Ⲡⲁⲭⲱⲣⲁⲥ, Pakhoras) je bil veliko mesto v Spodnji Nubiji. Ostanke mesta v vadiju Halfa Salient na meji med sodobnima državama Egipt in Sudan je v 60. letih 20. stoletja poplavilo Naserjevo jezero in je zdaj stalno pod vodo. Najdišče so pred poplavo temeljito raziskali poljski arheologi pod vodstvom profesorja Kazimierza Michałowskega.

## Zgodovina
V  obdobju kulturne skupine A je bilo mesto v meroitskem obdobju glavno središče z velikim templjem. V obdobju staroegipčanske zasedbe Nubije je Faras postal egipčansko upravno središče pod izrazitim egipčanskim kulturnim vplivom. 
Mesto je doseglo svoj vrhunec v krščanskem obdobju Nubije, ko je bil Faras prestolnica baziliska Silka iz Nobadije. Ko je bila Nobadija vključena v Makurijo, je ostala najvidnejše središče na severu Nubije in sedež nobadijskega eparha.

## Arheologija
Prve raziskave je opravila britanska odprava z Univerze v Oxfordu pod vodstvom  F.Ll. Griffitha. Odprava je odkrila meroitsko in krščansko pokopališče in egipčanske templje.
Na prelomu šestdesetih let dvajsetega stoletja je UNESCO organiziral Nubijsko reševalno akcijo, da bi ohranil spomenike z območja, ki naj bi ga poplavilo Naserjevo jezero. Delo v Farasu, zaupano profesorju Kazimierzu Michałowskemu, je od leta 1960 do 1964 izvajal Poljski center za mediteransko arheologijo Univerze v Varšav, ustanovljen v Kairu.
Izkazalo se je, da je grič, kjer je misija začela z izkopavanji, skrival krščansko stolnico z veličastnimi stenskimi poslikavami. Raziskovalci so prepoznali tri glavne faze njenega razvoja. Katedralo je leta 620 ustanovil škof Aetios, potem pa so jo dvakrat prezidali: prvič Pavel v začetku 8. stoletja in za njim Peter I. na koncu 10. stoletja. Naslednje odkrite stavbe so bile imenovane po treh škofih. Stolnica je bila v celoti zasuta s peskom, zato sta bila njena struktura in dekoracija dobro ohranjeni. Slike so najboljši ohranjeni primerki krščanske nubijske umetnosti in prikazujejo portrete nadangelov, predvsem Mihaela, različnih monarhov in škofov Farasa, krščanskih svetnikov, Device Marije in številne svetopisemske prizore. Naslikane so bile od  8. do 14. stoletja v temperah na suhem ometu. Od 169 odkritih slik so jih 120 odstranili s sten. Šestdeset slik je bilo prepeljanih na Poljsko in so danes na ogled v Poljskem narodnem muzeju v Varšavi. Druge so na ogled v Sudanskem narodnem muzeju v Kartumu. V Farasu je bila odkrita tudi velika lončarska delavnica.
Odkritje seznama škofov Farasa je omogočilo datiranje vseh episkopatov in nekaj stenskih poslikav.
Zdi se, da je v turbulentnih kasnejših letih krščanske Nubije Faras začel izgubljalti svoj pomen. Upravno središče se je preselilo v laže branljivi Qasr Ibrim.